# Icknield Street
La Icknield Street o Ryknild Street è stata una strada romana in Gran Bretagna che univa la Fosse Way nei pressi di Bourton-on-the-Water nel Gloucestershire (51°53′16.8″N 1°46′01.2″W) a Templeborough nel sud Yorkshire (53°25′04.8″N 1°23′38.4″W). Passa attraverso Alcester, Studley, Redditch, Metchley Fort, Birmingham, Lichfield e Derby.

## Il nome
Nelle Leges Edwardi Confessoris sono quattro le strade romane che possono vantare la protezione del re: Watling Street, Ermine Street, Fosse Way e Hikenild (o Icknield) Street. Hikenild Strete implica l'idea che dovesse essere il collegamento per il paese degli Iceni. Varie forme dello stesso nome attestate in primo anglo-sassone sono Icenhilde Weg o Icenilde Weg e designano strade lungo i confini del Norfolk attraverso il Cambridgeshire, Bucks, Berks, Hants e Wilts in Dorset. Questi punti tuttavia tendono ad identificare il percorso noto come Icknield Way una strada dell'età del ferro che congiungeva Norfolk a Dorset. La strada prese il nome di Ryknild Street durante il XII secolo, quando fu nominato così da Ranulf Higdon, un monaco di Chester che scrisse un testo intitolato Polychronicon. Higdon, che chiama la quarta strada come Rikenild Strete, dice che va in direzione da sud-ovest a nord, e comincia a St. David per continuare fino alla foce del Tyne, passando per Worcester, Droitwich, Birmingham, Lichfield, Derby, e Chesterfield e che portava quel nome (o Rigning, Reenald o Rignall) fin dai tempi antichi. Nel 1387 viene chiamata Rykeneldes Strete  mentre Harverfield, scrivendo nella Victoria County History del Warwickshire  mise in dubbio che la strada avesse reale e vero diritto a quel nome . Oggi viene chiamata Icknield o Ryknild Street per distinguerla dalla più antica Icknield Way. Una sezione della strada romana è ancora visibile al Sutton Park di Birmingham .

## Oggi
Gran parte del percorso della Icknield Street è oggi amalgamato con strade moderne, in particolare la A38 che va da Lichfield a Derby, e molte sue parti mantengono il nome "Icknield Street", ma non sempre queste si sovrappongono con precisione (è il caso di Hockley, Birmingham e di Redditch, dove vi è ancora una strada chiamata Icknield Street Drive  che però sorge nei pressi del corso della strada romana.  La locuzione "Ryknild Street" è ancora in uso a Lichfield, mentre a Derby è impiegata "Road Ryknild".
Da Bourton-on-the-Water a Bidford-on-Avon la strada parzialmente aderisce alla Fosse Way per poi distaccarsene. All'avvicinarsi di Bidford c'è una leggera curva, e la strada moderna attraversa un ponte medievale, mentre il guado romano è a monte, dato questo provato dalla vicinanza di una strada rialzata romano conferma qui questo come punto di passaggio romano . Birmingham e le sue periferie coprono oggi l'antica strada  ed il settimo miglio a sud di Birmingham, da Stirchley a Perry Bridge Holford è oggetto di ampi dibattiti, costituendo a lungo tormentato per gli studiosi di antichità locali ed è forse insolubile.
Da Perry Bridge la strada si dirige verso nord e descrive il percorso che segue prima il confine della contea per un quarto di miglio e poi la Kingstanding Road, fino a quando non entra in Sutton Park vicino al vecchio Royal Oak Inn . Il tracciato è conservata mentre attraversa il bordo occidentale del parco, e la cresta appare molto chiaramente con un profilo arrotondato, larga otto o nove metri: è stata descritta come uno dei migliori esempi di una strada romana conservatasi.
Un altro tratto di strada è stato rinvenuto presso il Derby High School ed i Pineview Gardens a quattro chilometri a sud-ovest di Derventio, il sito del forte romano oggi nel sobborgo di Little Chester. I resti sepolti della strada romana non sono visibili da terra, ma includono canali di drenaggio e fossi poco profondi.
La strada infatti sembra essere passata ad occidente dell'attuale Derby  nei pressi di un accampamento romano fondato intorno al 50, ed i cui ritrovamenti archeologici -principalmente terrecotte- sono oggi esposti nel Derby Museum and Art Gallery . Vivien Swan (1984) mette in dubbio il passaggio della strada romana presso questo forte, che venne rimpiazzato intorno all'anno 80 da derventio, sulla riva opposta del Derwent, dal momento che l'apertura di questa strada è contemporanea a quel periodo . Uno scavo archeologico dell'Università di Birmingham ha identificato la presenza di un cimitero ove si praticava la cremazione risalente all'Età del Bronzo nella zona tra la strada e Pastures Hill, ed un'urna per la cremazione dell'epoca è stata recuperata. Può essere prova che indica come la zona fosse un paesaggio importante dalla preistoria fino all'età romana  .